# كول كيمبل
كول كيمبل (بالإنجليزية: Cole Kimball)‏ هو لاعب كرة قاعدة أمريكي، ولد في 1 أغسطس 1985 في بروكلين في الولايات المتحدة.

## وصلات خارجية
- كول كيمبل على موقعبيزبول رفرنس.كوم (الدوري الرئيسي) (الإنجليزية)
- كول كيمبل على موقعبيزبول رفرنس.كوم (الدوري الثانوي) (الإنجليزية)